# ساموئل رشفسکی

ساموئل رشفسکی، ۱۹۶۰

ساموئل «سامی» هرمان رِشِفسکی (به انگلیسی: Samuel "Sammy" Herman Reshevsky) (زادهٔ ۲۶ نوامبر ۱۹۱۱ در اوزرکوو، حوالی لودز، امپراتوری روسیه آن زمان و لهستان کنونی – درگذشتهٔ ۴ آوریل ۱۹۹۲ در نیویورک، آمریکا) استادبزرگ شطرنج آمریکایی بود که از دههٔ ۱۹۳۰ تا ۱۹۶۰ یکی از برترین شطرنج‌بازان جهان به‌شمار می‌رفت. پیشهٔ او حسابداری بود و یک نویسندهٔ معتبر شطرنج نیز محسوب می‌شود.

## زندگی
رشفسکی شطرنج را در چهار سالگی آموخت و در ۸ سالگی شطرنج‌بازان باتجربه را به سادگی شکست داده و بازی‌های هم‌زمان نمایشی برگزار می‌کرد. در ۱۹۲۰ خانواده او به آمریکا مهاجرت کردند تا از این قابلیت نمایشی فرزندشان استفاده کنند. با این حال وی در بزرگ‌سالی هیچ‌گاه یک شطرنج‌باز حرفه‌ای نشد و مدتی نیز شطرنج را برای تحصیل در دانشگاه شیکاگو در رشتهٔ حسابداری رها کرد. او زندگی خود را از راه حسابداری می‌گذارند و چون یک یهودی ارتدوکس مؤمن بود از بازی در روزهای شنبه خودداری می‌کرد.

## قهرمانی آمریکا
رشفسکی در مجموع ۲۱ بار در قهرمانی شطرنج آمریکا شرکت کرد و ۷ بار در سال‌های ۱۹۳۶، ۱۹۳۸، ۱۹۴۰، ۱۹۴۱، ۱۹۴۲، ۱۹۴۶ و ۱۹۶۹ قهرمان آن شد و در ۱۵ دوره در جمع ۳ نفر اول قرار داشت.

## تلاش برای قهرمانی جهان

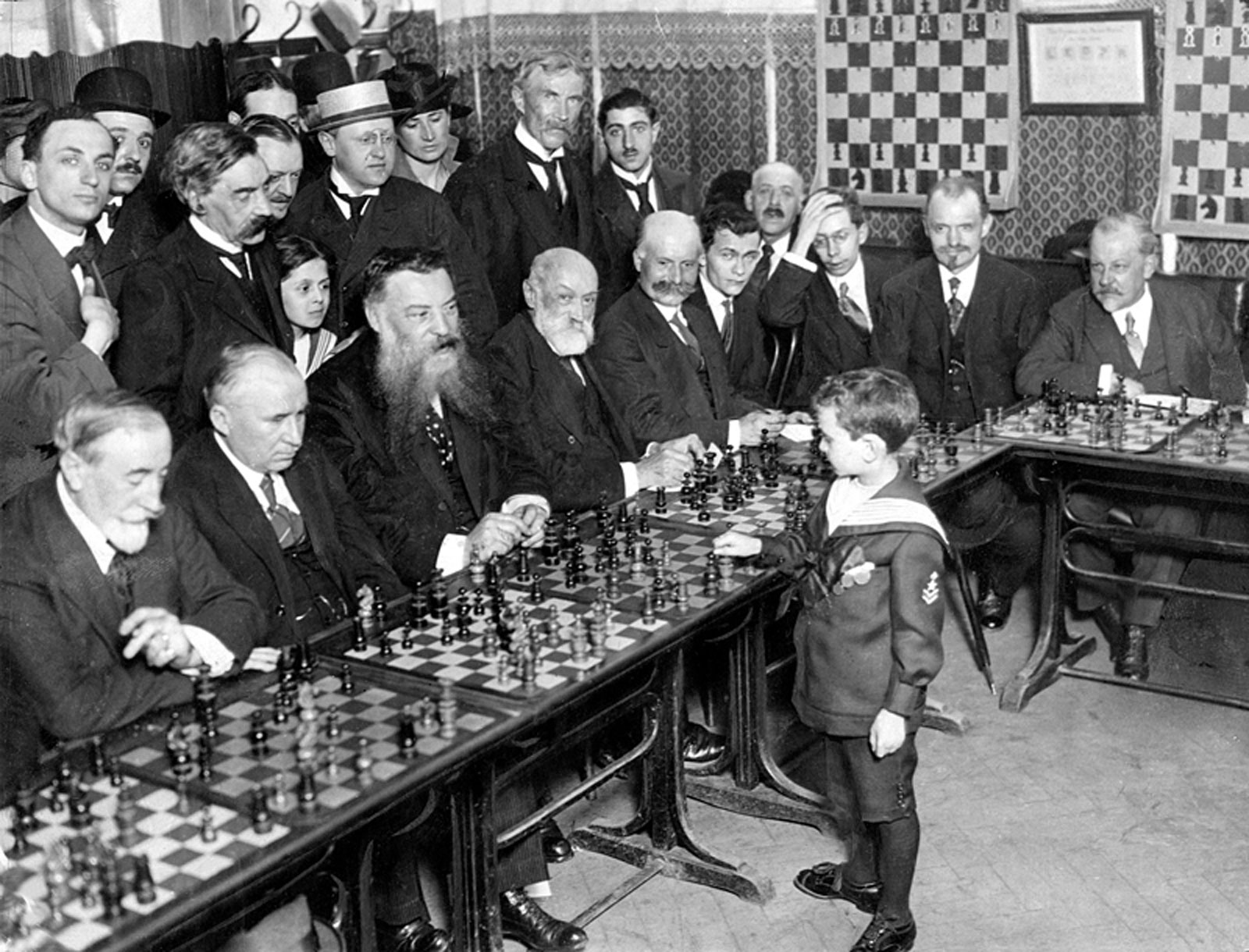
رشفسکی ۸ ساله در یک بازی سیمولتانه مقابل چندین استاد شطرنج در فرانسه

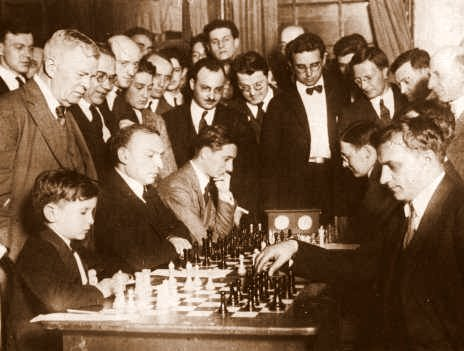
سامی رشفسکی در ۱۱ سالگی در تورنمنت استادان نیویورک

رشفسکی از حدود سال ۱۹۳۵ تا میانه‌های دههٔ ۱۹۶۰ یک رقیب جدی برای قهرمانی شطرنج جهان به‌شمار می‌رفت. در ۱۹۴۸ یکی از ۵ شطرنج‌باز برتر دنیا بود که برای برگزاری تورنمنتی برای تعیین قهرمان جدید جهان (در شرایطی که الکساندر آلخین قهرمان پیشین مرده بود) در لاهه و مسکو به رقابت با یک‌دیگر پرداختند و پس از میخائیل بتوینیک و واسیلی اسمیسلوف شطرنج‌بازان شوروی در ردهٔ سوم مشترک به همراه پاول کرس قرار گرفت.
در ۱۹۵۰ رشفسکی یکی از ۲۷ شطرنج‌بازی شد که برای اولین بار درجهٔ استادبزرگ شطرنج را از فیده دریافت کردند. با این حال او در مسابقهٔ انتخابی قهرمانی جهان در بوداپست شرکت نکرد. عموماً تصور می‌شود که این عدم شرکت به دستور وزارت خارجه آمریکا به دلیل وضعیت جنگ سرد بوده‌است.
در ۱۹۵۳ مسابقهٔ انتخابی قهرمانی جهان بعدی در زوریخ برگزار می‌شد و احتمالاً بهترین شانس رشفسکی برای رسیدن به دیدار فینال قهرمانی جهان بود. اما او در نهایت پائین‌تر از اسمیسلوف به‌طور مشترک با پاول کرس و دیوید برونشتین به مقام دوم رسید. شایعات دیرپایی در مورد تبانی شطرنج‌بازان شوروی برای شکست رشفسکی در مسابقه مطرح می‌شد و برونشتین در سال ۲۰۰۷ در آخرین کتاب خود تأیید کرد که شطرنج‌بازان شوروی که در مجموع ۹ بازیکن از کل ۱۵ بازیکن حاضر در تورنمنت را تشکیل می‌دادند از طرف مقامات مسئول شطرنج شوروی و کاگ‌ب دستور داشته‌اند که تحت هیچ شرایطی اجازه ندهند رشفسکی پیروز این رقابت‌ها باشد و ترجیحاً اسمیسلوف را برندهٔ مسابقات کنند. به این ترتیب نتیجهٔ چندین مسابقه شطرنج‌بازان شوروی، به منظور جلوگیری از قهرمانی رشفسکی، از پیش تعیین شده بود و شطرنج بازان شوروی نهایت نیروی خود را در مسابقه با رشفسکی می‌گذاشتند. نویسندگان دیگری هم از جمله الکسی سوئتین، که دستیار تیگران پتروسیان دیگر شطرنج‌باز شوروی در این مسابقات بود، این ادعا را تأیید کرده‌اند.
رشفسکی در سال ۱۹۶۷ نیز تا مرحلهٔ یک‌چهارم نهایی انتخابی قهرمانی جهان صعود کرد که مغلوب ویکتور کورچنوی شد.

## المپیاد شطرنج
رشفسکی در ۸ دورهٔ المپیاد شطرنج برای ایالات متحده مسابقه داد که ۶ بار آن بر روی میز یک بود. مدال طلای تیمی ۱۹۳۷، مدال برنز تیمی ۱۹۷۴ و مدال برنز انفرادی میز یک در ۱۹۵۰ را کسب کرد و در مجموع صد مسابقه رکورد ۳۹ برد، ۴۹ مساوی و ۱۲ باخت را ثبت کرد.